# Campeonato nacional de Estados Unidos 1915
Lista de los campeones del Campeonato nacional de Estados Unidos de 1915:

## Senior

### Individuales masculinos
William Johnston vence a  Maurice McLoughlin, 1–6, 6–0, 7–5, 10–8

### Individuales femeninos
Molla Bjurstedt vence a  Hazel Hotchkiss Wightman, 4–6, 6–2, 6–0

### Dobles masculinos
William Johnston /  Clarence Griffin vencen a  Maurice McLoughlin /  Tom Bundy, 2–6, 6–3, 6–4, 3–6, 6–3

### Dobles femeninos
Hazel Wightman /  Eleonora Sears vencen a  Helen Homans McLean /  G. L. Chapman, 10–8, 6–2

### Dobles mixto
Hazel Wightman /  Harry Johnson vencen a  Molla Bjurstedt /  Irving Wright, 6–0, 6–1
| Predecesor: 1914                           | Campeonato nacional de Estados Unidos 1915 | Sucesor: 1916 |
| Predecesor: Campeonato de Australasia 1915 | Grand Slam 1915                            | Sucesor: -    |

- Datos: Q4116027